# (34165) Nikhilcheerla
2000 QW28 (asteroide 34165) é um asteroide da cintura principal. Possui uma excentricidade de 0.09680660 e uma inclinação de 2.34707º.
Este asteroide foi descoberto no dia 24 de agosto de 2000 por LINEAR em Socorro.